# Kleśnik
Kleśnik (kaszb. Klésnik) – kolonia  w Polsce położona w województwie pomorskim, w powiecie człuchowskim, w gminie Przechlewo.
Kolonia powstała jako przymłyńska, obecnie o charakterze wypoczynkowym, nad wschodnim brzegiem jeziora Szczytno Wielkie, jest częścią składową sołectwa Szczytno.
W latach 1975–1998 miejscowość położona była w województwie słupskim.